# Iglesia de San Miguel de las Planas
La iglesia de San Miguel de las Planas es un edificio religioso de la población de San Mateo de Bages perteneciente a la comarca catalana del Bages en la provincia de Barcelona. Es una iglesia románica incluida en el Inventario del Patrimonio Arquitectónico de Cataluña y protegida como Bien Cultural de Interés Local.

## Descripción
Iglesia de estructura regular con dos cuerpos nave y ábside. La estructura de la nave está reforzada por unos tirantes que evitan el hundimiento de la bóveda. Del románico primitivo conserva la parte del ábside con planta rectangular y del presbiterio. La nave del ábside descansa sobre un repens, que es la ùnica ornamentación que se observa. A los pies de la nave hay una abertura estrecha, en forma de aspillera, por donde recibe luz la capilla. 
Está construida con sillares muy bien cortados. En el centro del ábside, hay una capilla con la imagen del arcángel san Miguel. Se aprecia un portal de arco de medio punto construido con dovelas, adentrado en la pared del muro y remarcado por un arco que sobresale. Se restauró con las dovelas originarias románicas, y actualmente las dovelas no encajan del todo bien. Su disposición ha sufrido movimientos.